# 丸山儀四郎

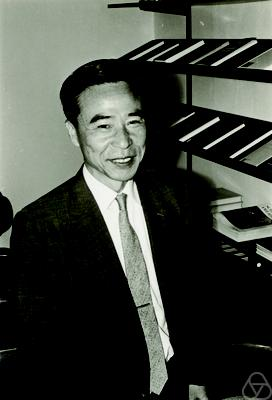
丸山儀四郎

丸山 儀四郎（まるやま ぎしろう、1916年4月4日 - 1986年7月5日）は、確率過程論研究の指導者として知られる日本の数学者である。オイラー・丸山法（Euler–Maruyama method）でも知られる。日本学術会議会員、日本数学会理事長。

## 人物
長野県東筑摩郡上川手村（現安曇野市）生まれ。旧制松本中学（長野県松本深志高等学校）を経て、東北帝国大学卒業。昭和16年（1941年）九州帝国大学助手、同25年（1950年）お茶の水女子大学教授、同31年（1956年）九州大学教授、同40年（1965年）東京教育大学教授、同48年（1973年）東京大学教授、同60年（1985年）東京電機大学教授、理学部数理学科長などを歴任した。昭和35年（1960年）からはアメリカ合衆国、同43年（1968年）からは西ドイツにそれぞれ留学、東教大では大学の筑波移転に反対した（筑波移転反対闘争）。

## 著作
- N. Ikeda; H. Tanaka, eds (1988). Selected papers. Kaigai Publications. ISBN 4905557011. NCID BA04249128
- 『確率論』共立出版〈現代数学講座 7-C〉、1957年。NDLJP:1380996。
- 『確率および統計』工藤弘吉・小野山卓爾・池田信行・森本治樹との共著、共立出版〈数学演習講座 10〉、1958年。NDLJP:1382934。